# Myosoma durango
Myosoma durango är en stekelart som beskrevs av Mason 1978. Myosoma durango ingår i släktet Myosoma och familjen bracksteklar. Inga underarter finns listade i Catalogue of Life.